# Augustyn Karłowski
Augustyn Karłowski herbu Prawdzic (ur. ok. 1765 roku) – major Pułku Nadwornego Króla w 1791 roku, uczestniczył w  powstaniu kościuszkowskim.